# المحقق كونان (الموسم 20)
المحقق كونان هو الموسم العشرين من سلسلة المحقق كونان (باليابانية: 名探偵コナン، تُنطق ميه‌‌تانتيه كۆنان أي المحقق العظيم كونان) تُرجمت رسميًا إلى المُحقق كونان، وهي سلسلة مانغا للكاتب غوشو أوياما حُولِّت إلى مسلسل أنيمي وحلقات أوفا وأفلام أنمي وألعاب فيديو ووسائط أخرى يابانية وقد بدأ عرض السلسلة من 19 فبراير 2011 ولغاية 15 فبراير 2012، وكان الموسم من إخراج ياسوچيرو ياماموتو.
أُذيعت الحلقة الأولى في 8 يناير 1996 وعرضت الحلقات بالتوالي إلى أن وصلت إلى أكثر من 1,155 حلقة، وبذلك تحتل المركز الخامس عشر في قائمة أكثر الأنيميات من حيث عدد الحلقات. يتم عرض حلقة واحدة من الأنمي أسبوعيًّا على نبون تلفجن إلا في حالات عرض الأفلام فإنها قد تتأجل إلى أسبوعين أو أكثر. تتم دبلجة الأنيمي للغة العربية من قِبَل مركز الزهرة ولا تزال دبلجته مُستمرة لأكثر من ثمانية عشرة سنة منذ سنة 1998، حيث عُرض لأول مرة على تلفزيون قطر، وقد وصلت الحلقات المُدبلجة إلى 565 (537 بالنّظام الياباني) من أصل 1,155 حلقة.
يُعرَض المحقق كونان في اليابان على قناة نيبون تي في وقناة يوميأوري وقناة أنيماكس وقناة YTV اليابانية، وقد لاقى المحقق كونان رواجًا كبيرًا في اليابان حيث احتل مركزًا من ضمن المراكز الستة الأوائل في ست مناسبات مختلفة. وبحسب استطلاعات الرأي التي أجرتها مجلة أنيميج، اعتبر الأنيمي من بين أفضل 20 أنيمي تم إصداره خلال الفترة من عام 1996 ولغاية عام 2001. أيضا احتل المحقق كونان المركز الثالث والعشرين من ضمن قائمة أفضل 100 أنيمي، أجرته شبكة أساهي اليابانية في عام 2005.

## عناوين الحلقات
| #       | عنوان الحلقة                                                       | تفاصيل الحلقة | تفاصيل الحلقة  |
| اليابان | باليابانية                                                         | في المانغا    | تاريخ العرض    |
| ------- | ------------------------------------------------------------------ | ------------- | -------------- |
| 606     | المواجهة في قاعة المحكمة IV: المحلفة كوبايشي سوميكو (الجزء الأول)  | فلر           | 19 فبراير 2011 |
| 607     | المواجهة في قاعة المحكمة IV: المحلفة كوبايشي سوميكو (الجزء الثاني) | فلر           | 26 فبراير 2011 |
| 608     | يوم الخيانة الأبيض (الجزء الأول)                                   | فصل 725-727   | 5 مارس 2011    |
| 609     | يوم الخيانة الأبيض (الجزء الثاني)                                  | فصل 725-727   | 19 مارس 2011   |
| 610     | الضحية هي كودو شينيتشي                                             | فصل 734-735   | 9 أبريل 2011   |
| 611     | قلعة إنوبوشي والكلب الشيطاني المشتعل، شبح النار                    | فصل 736-740   | 16 أبريل 2011  |
| 612     | قلعة إنوبوشي والكلب الشيطاني المشتعل، آثار الأقدام                 | فصل 736-740   | 23 أبريل 2011  |
| 613     | قلعة إنوبوشي والكلب الشيطاني المشتعل، الأميرة                      | فصل 736-740   | 30 أبريل 2011  |
| 614     | السر الذي عزفته المذكرة اليومية (الجزء الأول)                      | فصل 728-730   | 7 مايو 2011    |
| 615     | السر الذي عزفته المذكرة اليومية (الجزء الثاني)                     | فصل 728-730   | 14 مايو 2011   |
| 616     | إلهام هولمز، تلميذ هولمز                                           | فصل 743-752   | 21 مايو 2011   |
| 617     | إلهام هولمز، الحب يساوي صفر                                        | فصل 743-752   | 28 مايو 2011   |
| 618     | إلهام هولمز، الشيطان                                               | فصل 743-752   | 4 يونيو 2011   |
| 619     | إلهام هولمز، فك الشيفرة                                            | فصل 743-752   | 11 يونيو 2011  |
| 620     | إلهام هولمز، "غلاس" ملكة الملاعب العشبية                           | فصل 743-752   | 18 يونيو 2011  |
| 621     | إلهام هولمز، الصفر هو البداية                                      | فصل 743-752   | 24 يونيو 2011  |
| 622     | الحالة الطارئة 252 (الجزء الأول)                                   | فصل 753-755   | 2 يوليو 2011   |
| 623     | الحالة الطارئة 252 (الجزء الثاني)                                  | فصل 753-755   | 9 يوليو 2011   |
| 624     | فيديو رسالة الحب الأول                                             | فصل 741-742   | 16 يوليو 2011  |
| 625     | صراخ من غرفة العمليات (الجزء الأول)                                | فصل 756-758   | 23 يوليو 2011  |
| 626     | صراخ من غرفة العمليات (الجزء الثاني)                               | فصل 756-758   | 30 يوليو 2011  |
| 627     | كونان وكايتو كيد في معركة كنز ريوما (الجزء الأول)                  | فصل 731-733   | 20 أغسطس 2011  |
| 628     | كونان وكايتو كيد في معركة كنز ريوما (الجزء الثاني)                 | فصل 731-733   | 27 أغسطس 2011  |
| 629     | قضية تصوير الفيديو الترويجي (الجزء الأول)                          | فلر           | 3 سبتمبر 2011  |
| 630     | قضية تصوير الفيديو الترويجي (الجزء الثاني)                         | فلر           | 10 سبتمبر 2011 |
| 631     | ما تعرفه ساعة الزهور                                               | فلر           | 17 سبتمبر 2011 |
| 632     | سيف حارس الزمن (الجزء الأول)                                       | فصل 762-764   | 1 أكتوبر 2011  |
| 633     | سيف حارس الزمن (الجزء الثاني)                                      | فصل 762-764   | 8 أكتوبر 2011  |
| 634     | مسرح الجريمة هو المطعم الضيق                                       | فلر           | 15 أكتوبر 2011 |
| 635     | احترسوا من الحمية                                                  | فلر           | 5 نوفمبر 2011  |
| 636     | قضية برنامج " أشهر مدرسة في العالم " (الجزء الأول)                 | فلر           | 12 نوفمبر 2011 |
| 637     | قضية برنامج " أشهر مدرسة في العالم " (الجزء الثاني)                | فلر           | 19 نوفمبر 2011 |
| 638     | حل ألغاز القصر ذي الشجر الأحمر (الجزء الأول)                       | فلر           | 26 نوفمبر 2011 |
| 639     | حل ألغاز القصر ذي الشجر الأحمر (الجزء الثاني)                      | فلر           | 3 ديسمبر 2011  |
| 640     | رسوم ثمانية في رحلة استعادة الذاكرة (جزء أوكوياما)                 | فلر           | 10 ديسمبر 2011 |
| 641     | رسوم ثمانية في رحلة استعادة الذاكرة (جزء كوراكشي)                  | فلر           | 17 ديسمبر 2011 |
| 642     | التمسك ببطاقات الكاروتا في موقف عصيب (الجزء الأول)                 | فصل 759-761   | 7 يناير 2012   |
| 643     | التمسك ببطاقات الكاروتا في موقف عصيب (الجزء الثاني)                | فصل 759-761   | 14 يناير 2012  |
| 644     | رامن يستحق الموت للذته (الجزء الأول)                               | فصل 765-767   | 4 فبراير 2012  |
| 645     | رامن يستحق الموت للذته (الجزء الثاني)                              | فصل 765-767   | 11 فبراير 2012 |